# 高友唐
高友唐（1877年？—1935年），满族，原名继宗，钮祜禄氏，汉军旗人，奉天铁岭人，清朝及中华民国政治人物。

## 生平
约1898年至约1909年，任张之洞的湖广总督署文案。刘成禹《世载堂杂忆》记载，“之洞、节庵交恶事，予亡友高友唐《高高轩随笔》记载甚详；友唐汉军旗，原名继宗，居之洞幕十馀年。”
拒俄运动中，1901年，继宗曾投书《中外日报》，支持拒俄，来函内称，
满洲钮祜噜氏继宗来函

敬肃者：

前岁贼臣倡废立之逆谋，得泸上志士力争，始得挽回。近日俄有满洲之约，其关系中国之存亡尤钜。诸君子两次电争，能否因此作废，尚难逆料。然使俄人知中国固大有人在，未必尽如政府之昏愚，受其欺弄，其狡悍之心，亦可以稍戢矣！夫东三省之于我八旗，固祖宗坟墓所在，鄙人徒怀杞忧，孤掌难鸣，用布数言，为我满洲同族恭申谢忱。刻下事变之来，正未有艾，非废俄约无以成和议，非成和议不能定回銮，非回銮不足以行新政，非行新政不足以保中国，此数者固有相连之势。诸君子于俄约一事，已苦心热血，两次力争，然欲和约之废，和议之成，先非行新政，定回銮不可。尚祈诸君子于此二者，速行集议，力请施行，将来改弦更张，尤须随时补救，庶得尽善尽美；勿因难而易志，勿畏势而结舌，俾众志之成城，作中流之砥柱，中国不亡，黄种不灭，是所厚望于诸君子焉。倘海内同人，闻风兴起，合群力以爱国，尤为幸甚。希登报末，仰祈公鉴。满洲钮祜噜氏继宗上言

继宗再拜
高友唐出身清朝仕学馆，曾在清朝任多个官职。后来，他曾经办过几种报纸。南京国民政府成立后，他任监察院监察委员。他还曾自动替溥仪向南京国民政府索要“岁费”，未果。1931年，溥仪受到日本拉拢，准备赴日本占领下的中国东北任傀儡皇帝，在其离开天津前，高友唐曾受蒋介石委托，赴天津劝说溥仪放弃赴中国东北，未果。
1931年，北平地方法院开庭审理时年54岁的高友唐与时年51岁并已分居多年的妻子高閔氏的离婚案。
1935年，高友唐逝世，其遺像於良友畫報刊登。

## 著作
- 《高高轩随笔》